# Ixodes cuernavacensis
Ixodes cuernavacensis är en fästingart som beskrevs av Glen M. Kohls och Clifford 1966. Ixodes cuernavacensis ingår i släktet Ixodes och familjen hårda fästingar. Inga underarter finns listade i Catalogue of Life.